# Posești
Posești es una comuna ubicada en el distrito de Prahova, Rumania.

## Superficie
Posee una superficie de 55,22 kilómetros cuadrados.

## Demografía
Hasta 2021 la población era de 3636 habitantes, con una densidad de población de 65,85 habitantes por kilómetro cuadrado.